# Linia kolejowa nr 80
Linia kolejowa nr 80 – zlikwidowana, jednotorowa, zelektryfikowana linia kolejowa, łącząca posterunek odgałęźny Furmany i stację Olendry.
Decyzją z dnia 7 lipca 2015 r. Minister Infrastruktury i Rozwoju wyraził zgodę na likwidację linii nr 80 od km 0,093 do km 3,773.